# Lina Wolff
Lina Maria Erika Wolff (uttal [vɔlf]), född 22 oktober 1973 i Lund, är en svensk författare och översättare. Hon debuterade 2009 med novellsamlingen Många människor dör som du. Av hennes hittills (till 2022) fyra romaner har Bret Easton Ellis och de andra hundarna belönats med Tidningen Vi:s litteraturpris och De polyglotta älskarna belönats med Augustpriset. Den sistnämnda boken finns översatt till minst 17 olika språk.

## Biografi
Lina Wolff är dotter till psykologen Eva Christina Wolff och fysikern Mikael Eriksson. Farmor var bibliotekarien Anne-Marie Alfvén-Eriksson, syster till Hannes Alfvén.
Wolff är uppväxt i Stångby och Hörby. Hon har studerat vid Stockholms och Lunds universitet. Hon är filosofie magister i litteraturvetenskap, filosofie kandidat i franska och italienska samt har en masterexamen i internationell handel från CESMA Escuela de Negocios i Madrid. Hon var flera år bosatt i Spanien och Italien, verksam som tolk och handelsagent. Hon utbildade sig till tolk i Florens och var därefter under sex års tid (2000 till 2006)  bosatt i Madrid och Valencia med sin dåvarande spanske make och deras son. År 2003 anmälde hon sig till en skrivarkurs på nätet och inledde sin författarbana.

### Författarskap
Wolff är i sitt författarskap influerad av spansk och latinamerikansk litteratur, bland annat av Roberto Bolaño. Hennes skrivande har också påverkats mycket av åren i Spanien där hon mött en livsinställning präglad av svartsyn och drastisk humor.
Hon debuterade 2009 med Många människor dör som du, en novellsamling i absurdistisk stil. Merparten av de tolv berättelserna utspelar sig i Spanien, några i Sverige. I novellerna berättas om människors längtan efter kärlek och deras tillkortakommanden, existenser som enligt förlagets presentation ägnar sig åt "sökandet efter livsluft i det trånga utrymme som tillvaron skapat åt dem". Boken hälsades av litteraturkritikern Nils Schwartz som stilsäkra berättelser "med en lätt humoristisk underskruv".
Även Wolffs första roman Bret Easton Ellis och de andra hundarna (2012) utspelar sig i Spanien, och den har ett genomgående tema som liknar det i novellerna. I centrum står den döende författaren Alba Cambós, och handlingen utgörs av en sammanflätning av de kärlekslängtande människor hon möter i och kring Barcelona. Romanen är översatt till flera språk, och när den utkom på engelska skrev brittiska The Guardian att den var "ett coolt, smart och kraftfullt tillskott till den moderna, feministiska litteraturens kanon". För romanen tilldelades hon Tidningen Vi:s litteraturpris med motiveringen "Med ett sinnligt och suggestivt språk har Lina Wolff skapat en förförisk mosaik över människans villkor och kärlekens skepnader". Den nominerades även till Sveriges Radios romanpris.
År 2016 utkom romanen De polyglotta älskarna. För denna roman tilldelades Lina Wolff Augustpriset, i kategorin Årets svenska skönlitterära bok, samt Svenska Dagbladets litteraturpris. Romanen är en mångbottnad och absurd berättelse, om språk, sex och destruktiva relationer. Den är bland annat är en lek med den franske författaren Michel Houellebecq och ett svar på dennes kvinnoskildringar. De polyglotta älskarna fanns anno 2020 översatt till 17 språk, däribland engelska, tyska, franska, norska, nederländska, polska och persiska. Översättningar till ytterligare tre språk var då på väg.
Wolffs tredje roman Köttets tid (2019) tar bland annat upp människans behov av andlighet. Den nominerades till Sveriges Radios romanpris 2020.
Djävulsgreppet (2022) handlar om en destruktiv relation där kvinnan underordnar sig mannens makt, som del av en könsmaktsordning. I historien kontrasterar en intellektuellt överlägsen kvinna mot en man som föraktar hennes bildning, ett förakt som urartar i våld och att hon suddas ut som människa. Boken, med sitt tema om mäns våld mot kvinnor, har ansetts spegla ett modernt samhälle med utbredd misogyni. Den kvinnliga huvudpersonen är liksom författaren själv uppvuxen i skånska Hörby, och båda två är eller har varit bosatta i Florens med en sydeuropeisk man.
2024 kom Promenader i natten, en historia om en tvivlande författare och hennes "möte" med Marcus Aurelius. Boken handlar om tankar kring skrivandet som verksamhet och om drömmarnas bstydelse.

### Andra aktiviteter
Wolff är även verksam som översättare och har översatt verk av de spanskspråkiga författarna Roberto Bolaño, Samanta Schweblin och Karina Sainz Borgo. Hon har även gjort en nyöversättning av Gabriel García Márquez roman Hundra år av ensamhet.

## Verk

### Översättningar
- 2016 – Samantha Schweblin, Räddningsavstånd[34]
- 2017 – Roberto Bolaño, Isrinken[35]
- 2018 – Roberto Bolaño, Tredje Riket[36]
- 2020 – Karina Sainz Borgos, Natt i Caracas[37]
- 2020 – Gabriel García Márquez, Hundra år av ensamhet[38][39]
- 2021 – César Aira, Samtalen[40]
- 2021 – César Aira, Margarita[41]
- 2022 – Augustina Bazterrica, Utsökt kadaver[42]

## Priser och utmärkelser
- 2012 – Tidningen Vi:s litteraturpris för Bret Easton Ellis och de andra hundarna
- 2013 – Nominerad till Sveriges Radios romanpris för Bret Easton Ellis och de andra hundarna
- 2016 – Svenska Dagbladets litteraturpris för De polyglotta älskarna[43]
- 2016 – Augustpriset i kategorin skönlitteratur för De polyglotta älskarna
- 2016 – Stipendium ur Gerard Bonniers donationsfond
- 2018 – Nominerad till Prix des Lecteurs för De polyglotta älskarna[44]
- 2019 – Nominerad till Europese Literatuurprijs för De polyglotta älskarna[45]
- 2020 – Nominerad till Sveriges Radios Romanpris för Köttets tid [27]
- 2020 – Piratenpriset
- 2020 – Aftonbladets litteraturpris för Köttets tid[46]
- 2020 – Aniarapriset[47]
- 2021 – De Nios Vinterpris
- 2020 – Nominerad till Eyvind Johnsonpriset[48]
- 2020 – Sigtunastiftelsens författarstipendium
- 2021 – Årets Lundensare[49]
- 2022 – Nominerad till Augustpriset i kategorin Årets bästa skönlitterära bok för Djävulsgreppet
- 2023 – Nominerad till DN:s kulturpris för Djävulsgreppet